# Crown Ground
El Crown Ground es un estadio de fútbol del Accrington F.C que milita en la EFL League Two de Inglaterra.

## Historia
El Crown Ground fue construido en el año 1968 para el nuevo equipo Accrington Stanley F.C que era llamado antes Accrington F.C. El estadio cuenta con capacidad de 5.450 personas (3.100 sentadas) y hasta ahora solo se usa para fútbol.
El Accrington ha jugado sus partidos en casa en el Crown Ground desde 1970, aunque el estadio ha tenido muchos nombres durante ese tiempo debido al patrocinio. Actualmente se llama Wham Stadium después de que se llegara a un acuerdo de patrocinio con What More UK Ltd.

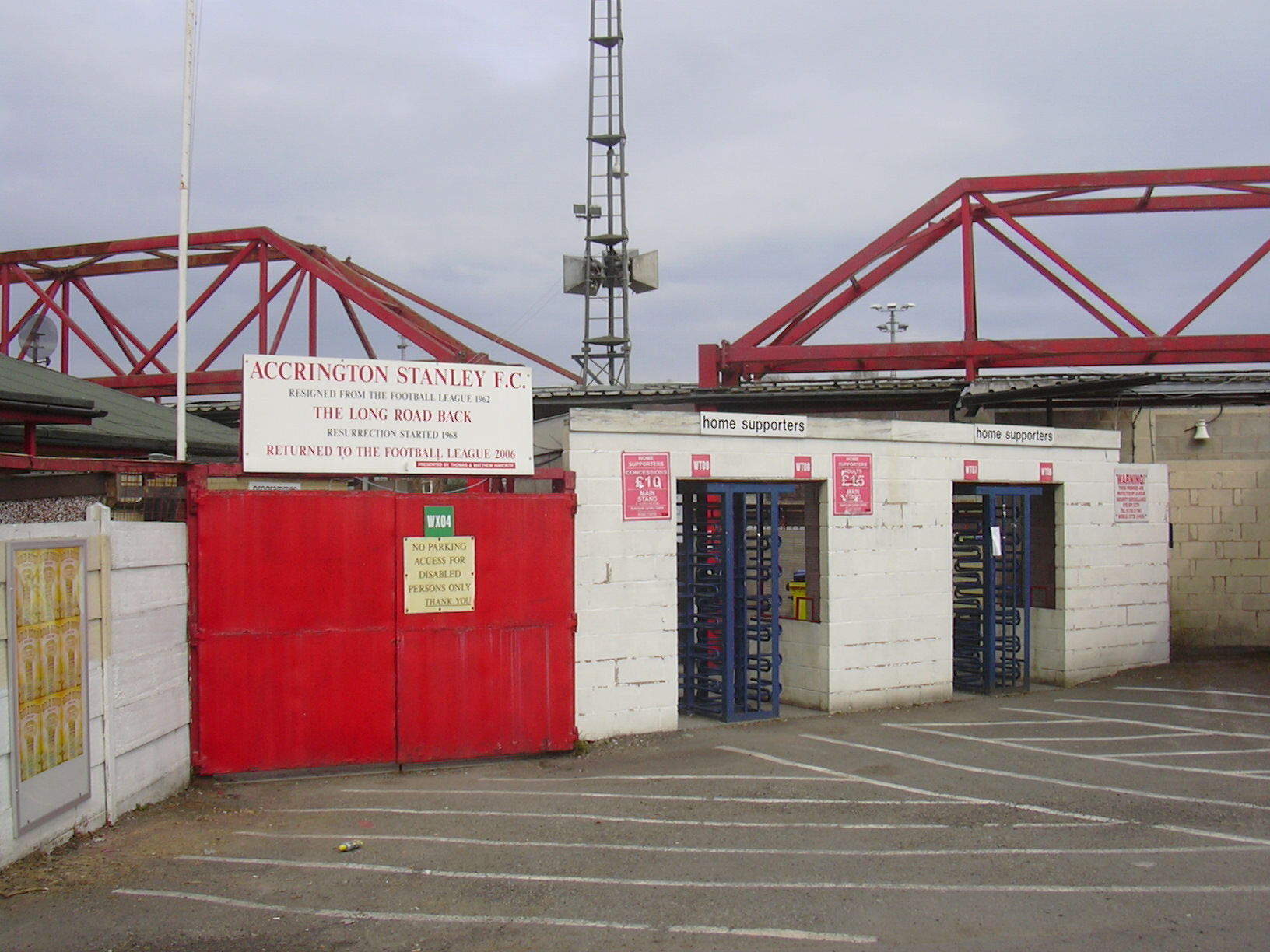
Entrada al Crown Ground